# Egzarchat patriarszy Iraku
Egzarchat patriarszy Iraku – egzarchat Kościoła melchickiego w Iraku, podległy bezpośrednio melchickiemu patriarsze Antiochii. Został ustanowiony 17 września 1838 roku. Od 2004 pozostaje sede vacante. 